# Linia kolejowa nr 181
Linia kolejowa 181 Herby Nowe – Oleśnica – linia kolejowa w południowo-zachodniej Polsce. Położona w granicach pięciu województw: śląskiego, opolskiego, łódzkiego, wielkopolskiego i dolnośląskiego. Linia przebiega przez tereny siedmiu powiatów: lublinieckiego, kłobuckiego, oleskiego, wieluńskiego, wieruszowskiego, kępińskiego i oleśnickiego. Najnowszy odcinek Herby Nowe – Wieluń Dąbrowa – Podzamcze wybudowano w 1926 roku (od 1931 eksploatowała go spółka Francusko-Polskie Towarzystwo Kolejowe).

## Historia
- 10 listopada 1871 roku – otwarcie odcinka Oleśnica – Syców,
- 1 marca 1872 roku – otwarcie odcinka Syców – Kępno,
- 26 maja 1872 roku – otwarcie odcinka Kępno – Wieruszów,
- 1 listopada 1926 roku – otwarcie odcinka Wieruszów – Herby Nowe,

24 października 1981 roku zelektryfikowano odcinek Herby Nowe – Kępno.
Na odcinku Kępno – Oleśnica od 2002 roku ruch pasażerski jest zawieszony. Na odcinku Kępno – Wieluń Dąbrowa ruch pasażerski zawieszono w grudniu 2006, a przywrócono w czerwcu 2007. Na odcinku Herby Nowe – Wieluń Dąbrowa ruchu zarówno pasażerskiego jak i towarowego nie zawieszono nigdy.
Linia pomiędzy Kępnem a Oleśnicą została ponownie otwarta dla ruchu w 2016 roku. Stało się to po remoncie, który obejmował wymianę podkładów drewnianych, wzmocnienie toru, odtworzenie zdewastowanych zewnętrznych urządzeń sterowania ruchem kolejowym, naprawę nawierzchni, zabudowę urządzeń zabezpieczenia i oświetlenia na przejazdach kolejowo-drogowych oraz odtworzenie urządzeń i łączności przewodowej. Remont linii kosztował 21 mln zł. W wyniku remontu maksymalna prędkość wzrosła do 40 km/h.
Od 25 marca 2019 do 15 kwietnia 2019 roku przeprowadzono remont linii kolejowej na odcinkach Panki (gdzie na przełomie 2018 i 2019 roku został zmodernizowany peron nr 2) - Krzepice oraz Janinów - Pątnów Wieluński, polegający na szlifowaniu szyn, regulacji w planie i profilu 22 km toru, modernizacji 3 przejazdów kolejowo-drogowych, mostu na rzece Liswarta oraz peronu przystanku osobowego Wieluń. Dzięki tym pracom utrzymana została prędkość rozkładowa.
W 2021 roku rozstrzygnięto przetarg na remont toru linii nr 181 na odcinku śląskim. W wyniku prac utrzymano prędkość 80 km/h.
2 stycznia 2023 roku ogłoszono przetarg na rewitalizację linii wraz z elektryfikacją odcinka Kępno – Oleśnica i budową trzech mijanek i budowy nowych peronów na tym odcinku.
W ramach realizacji programu "Kolej +", na podstawie studium prognostyczno-planistycznego spółka PKP PLK przeprowadziła postępowanie przetargowe na wykonanie projektu budowy linii łączącej Wieluń ze stacją kolejową Chorzew Siemkowice oznaczonej jako linia kolejowa nr 648.
8 marca 2024 r. poinformowano o podpisaniu umowy na projekt pn.: „Rewitalizacja linii kolejowej nr 181 Herby Nowe – Oleśnica na odcinku Kępno – Oleśnica z elektryfikacją”. Prace obejmą przebudowę 53 km linii i budowę 46 km sieci trakcyjnej. Elektryfikacja linii pozwoli na bardziej ekologiczny transport i minimalizowanie wpływu transportu na środowisko. Pierwsze przejazdy pociągów planowane są w 2026 r. W ramach projektu mają zostać odbudowane mijanki w Jemielnej Oleśnickiej, Sycowie, Bralinie oraz Cieślach Nadzór nad ruchem pociągów będzie prowadzony z nowej nastawni w Kępnie. Bezpieczeństwo zapewnią nowe urządzenia sterowania ruchem. Pociągi pasażerskie będą mogły jechać z prędkością do 160 km/h, a towarowe do 100 km/h. Na rewitalizowanej linii przebudowanych zostanie 58 przejazdów kolejowo-drogowych. Między Kępnem a Oleśnicą przebudowanych i wzmocnionych będzie 5 mostów, m.in. w Kępnie oraz wiadukt w Sycowie. Na projekt przeznaczono 578 094 397,51 zł. Finansowanie zapewniają środki KPO. Planowany termin zakończenia inwestycji to połowa 2026 r. Pierwsze prace ruszyły na początku lata 2024 roku. Jesienią 2024 rozpoczęło się usuwanie starego toru pomiędzy Gęsią Górką a Cieślami. 

## Wykaz prędkości szlakowych
| odcinek linii | odcinek linii | pociągi pasażerskie | szynobusy | pociągi towarowe |
| km pocz.      | km końcowy    | Tor 1               | Tor 1     | Tor 1            |
| -0,319        | 63,805        | 80                  | 80        | 80               |
| 63,805        | 68,000        | 90                  | 90        | 90               |
| 68,000        | 92,835        | 100                 | 100       | 60               |
| 92,835        | 94,315        | 100                 | 100       | 60               |
| 94,315        | 101,000       | 100                 | 100       | 60               |
| 101,000       | 102,100       | 100                 | 100       | 50               |
| 102,100       | 103,748       | 80                  | 80        | 50               |
| 103,748       | 142,000       | 40                  | 40        | 40               |
| 142,000       | 149,109       | 80                  | 80        | 60               |

## Galeria

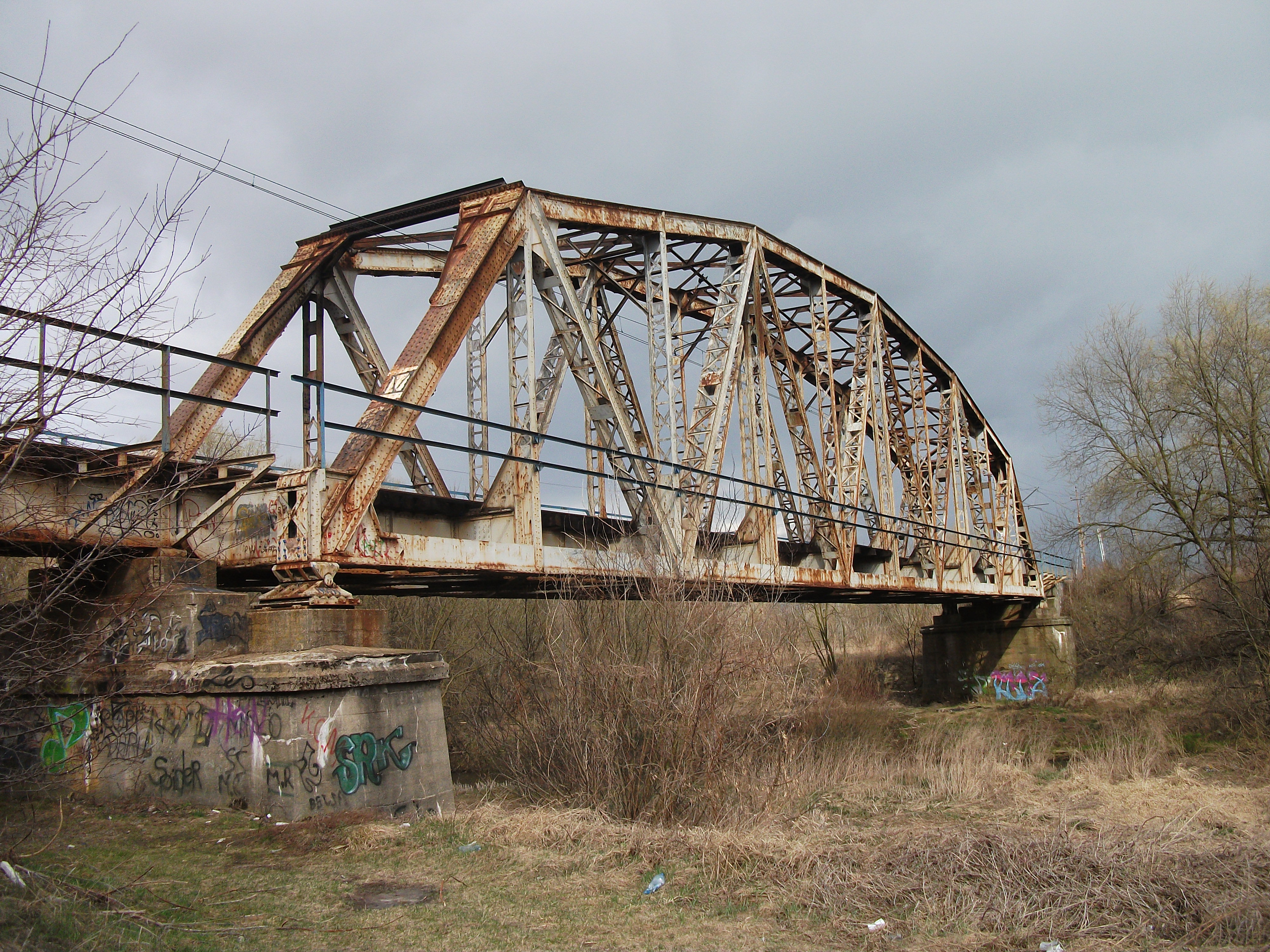
Most przez rzekę Prosna w ciągu linii kolejowej nr 181
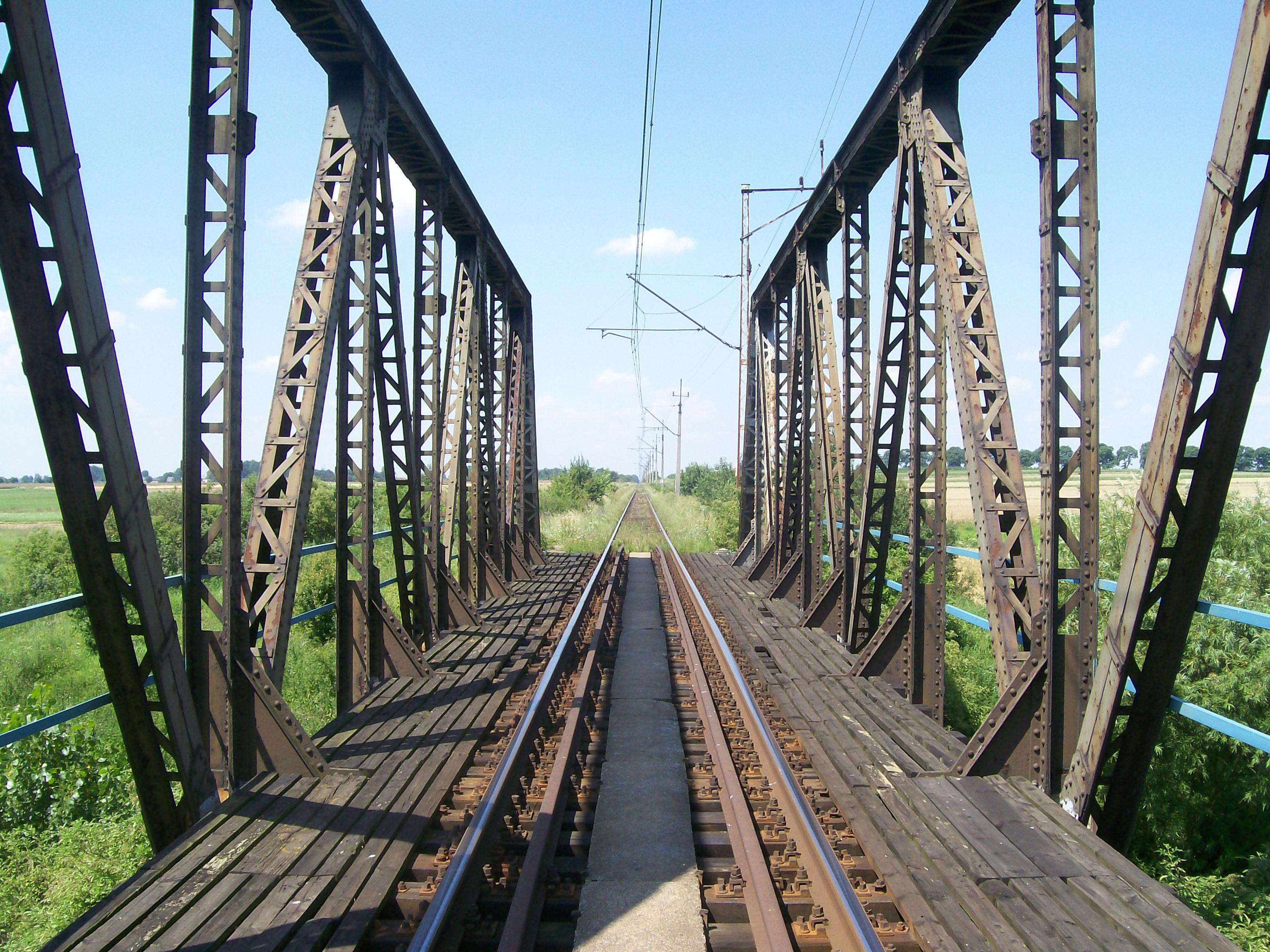
Most przez rzekę Pyszna w ciągu linii kolejowej nr 181
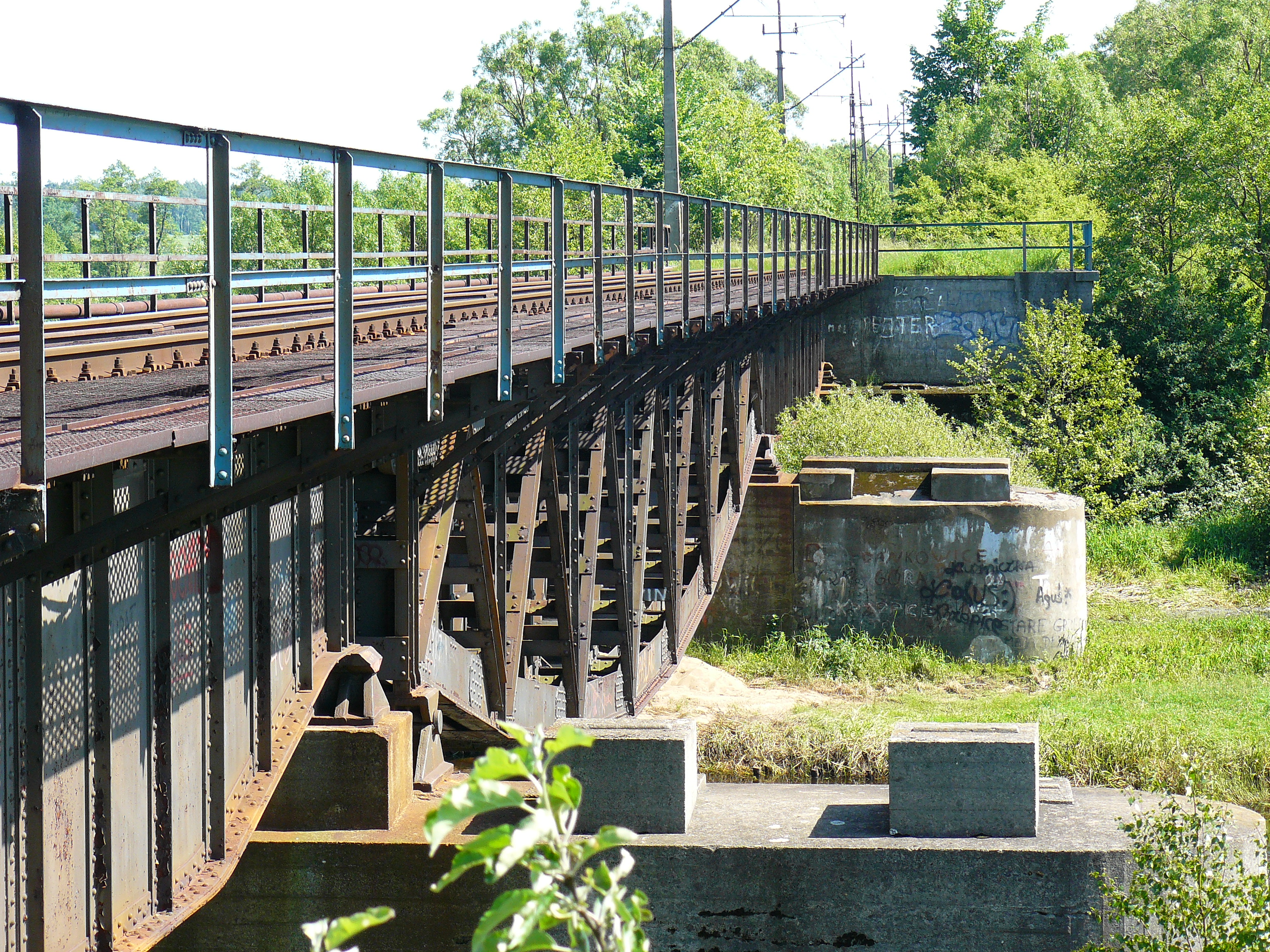
Most przez rzekę Liswarta w ciągu linii kolejowej nr 181
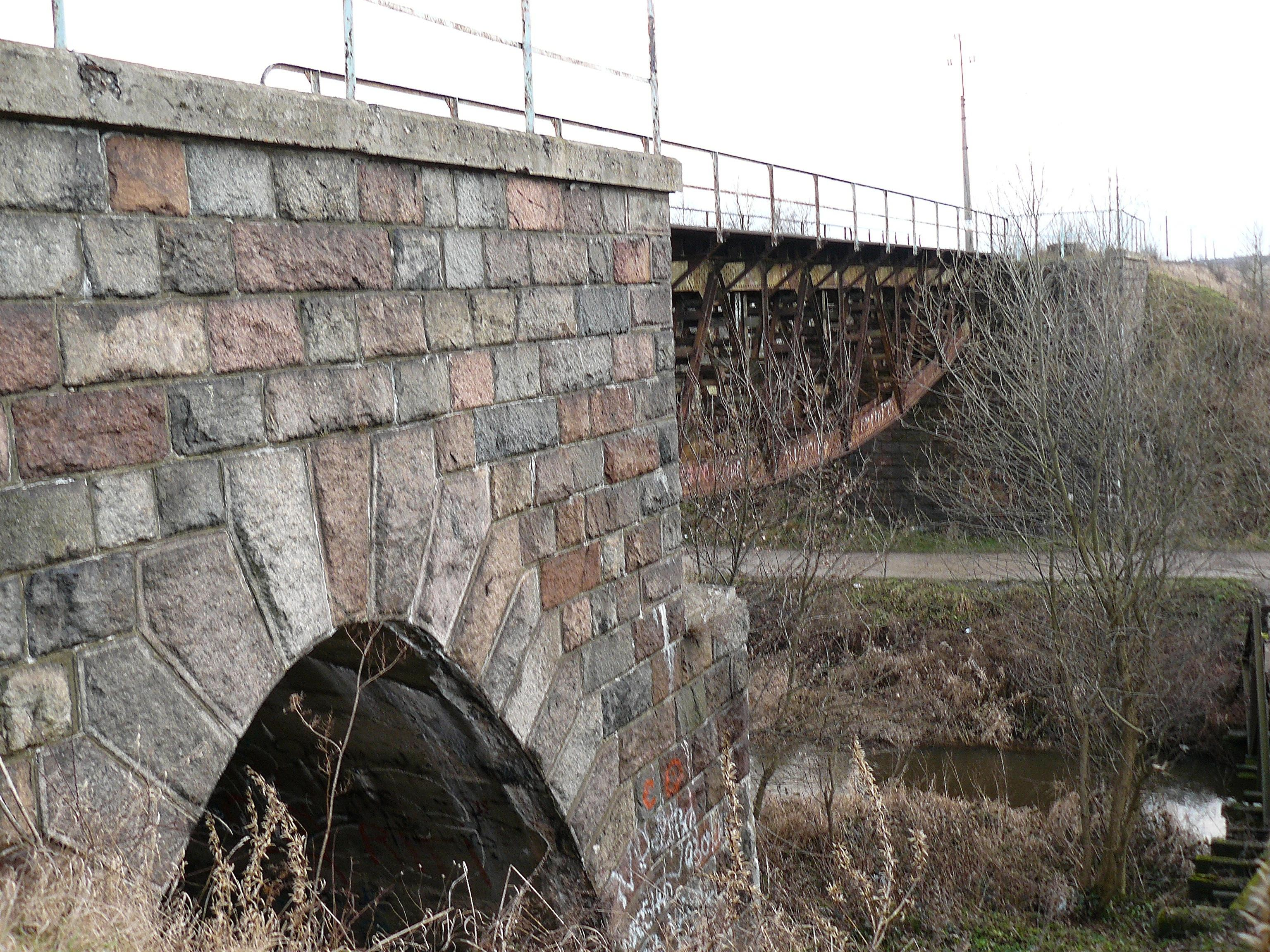
Most przez rzekę Pankówka w ciągu Linii kolejowej nr 181
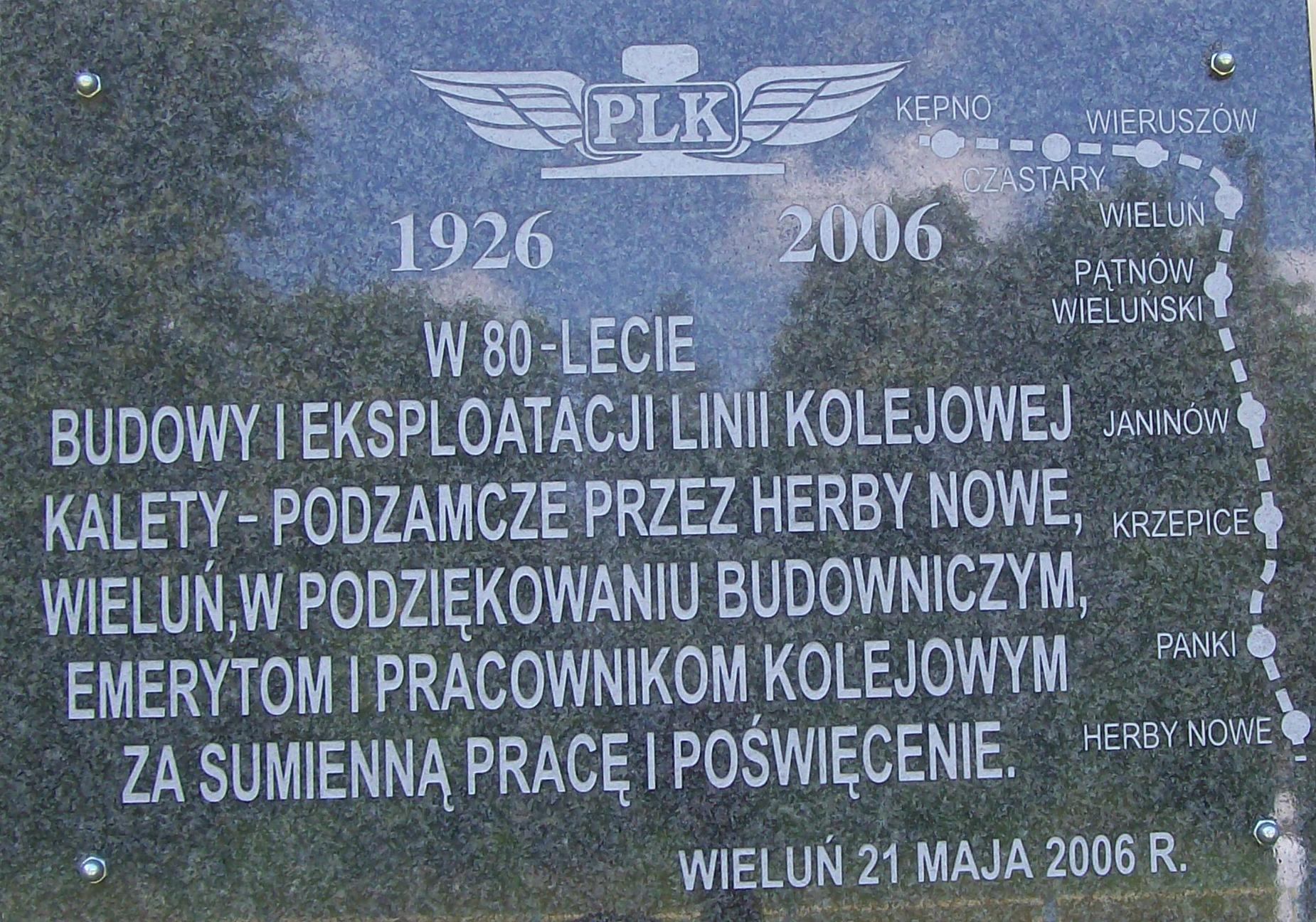
Tablica upamiętniająca 80-lecie wybudowania linii (Kalety – Herby Nowe – Wieluń – Podzamcze) na budynku dworca w Wieluniu Dąbrowie.
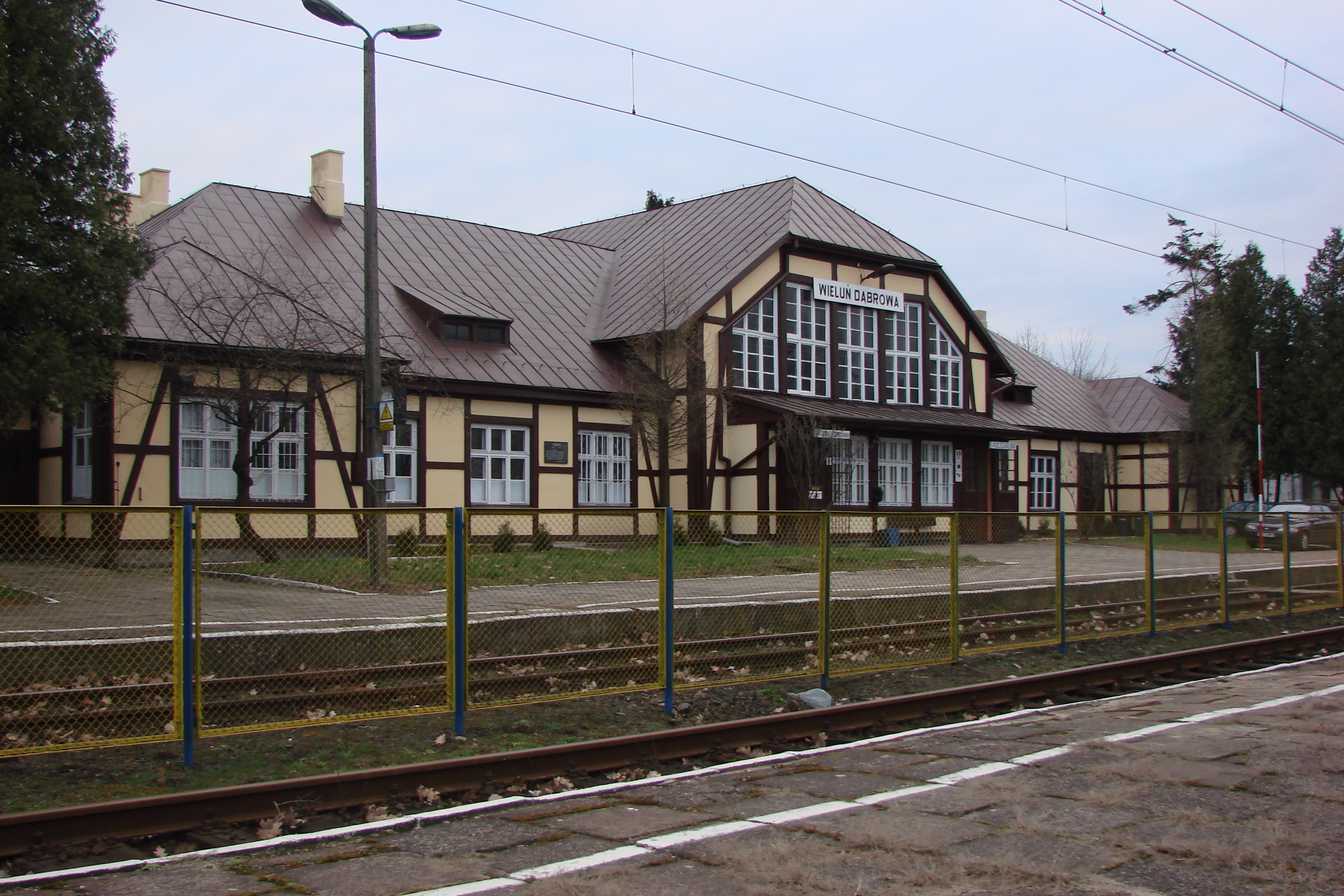
Budynek stacji Wieluń Dąbrowa
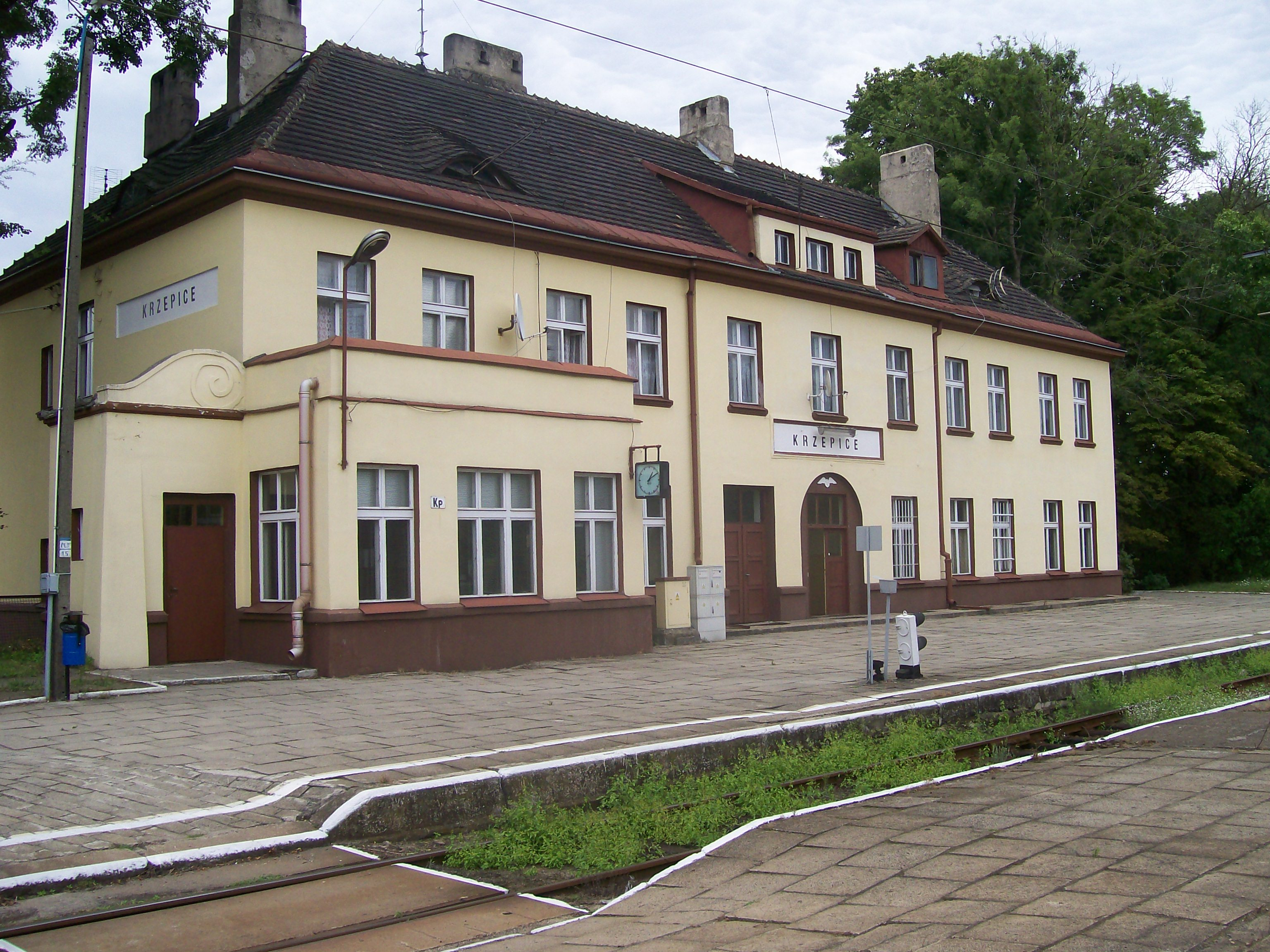
Budynek stacji w Krzepicach
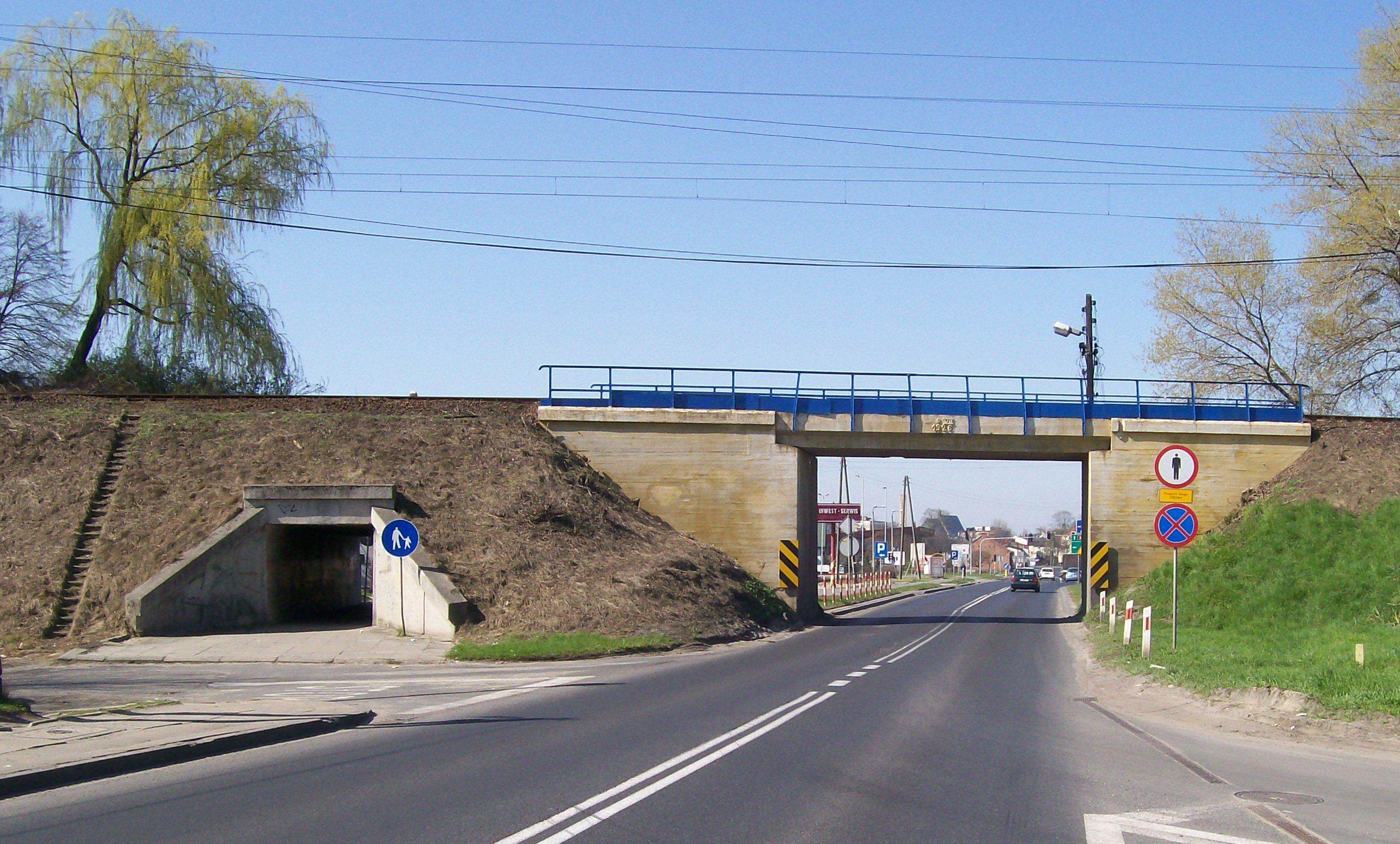
Wiadukt z 1926 r. w ciągu linii kolejowej nr 181 nad ulicą Warszawską w Wieluniu (Droga wojewódzka nr 488)